# Kukliš
Kukliš (makedonska: Куклиш) är en ort i Nordmakedonien. Den ligger i den östra delen av landet, 120 kilometer sydost om huvudstaden Skopje. Kukliš ligger 237 meter över havet och antalet invånare är 4 368.